# Paul Pawlowitsch
Hermann Paul Pawlowitsch (* 13. Mai 1864 in Berlin; † 5. November 1930) war ein deutscher Gewerkschafter, Metallarbeiter und politischer Aktivist.
Nachdem er zunächst Mitglied anarchistischer Gruppen war, war er seit 1907 Mitglied der SPD. Als Mitglied dieser Gruppen war er Gegenspieler von Gustav Landauer. Pawlowitsch war gelernter Schlosser und Dreher und arbeitete als Maschinenführer.
Pawlowitsch war Autor, Redner und Mitherausgeber von anarchistischen Zeitschriften. Er war Mitherausgeber der Zeitschrift Der Sozialist und Mitbegründer der Zeitschrift „Neues Leben“. Er archivierte zahlreiche politische Zeitschriften und Zeitungen der Jahrhundertwende, etwa „Der Sozialist“, das „Neue Leben“, „Der freie Arbeiter“, den Nachfolger des Neuen Lebens und etwa den Berliner „Anarchist“ und den „Anti-Anarchist“. Der Nachlass von Pawlowitsch war lange verschollen. Erst um 2011 wurde er wieder aufgefunden und gelangte in den Antiquariatshandel. Ein kleiner Teilnachlass mit Korrespondenz befindet sich im Archiv der sozialen Demokratie der Friedrich-Ebert-Stiftung.

## Leben
Seit 1891 war er Mitglied des Deutschen Metallarbeiter-Verbandes. Im Jahr 1892 zog Pawlowitsch nach Neu-Weissensee. Zu dieser Zeit war er bereits dreimal vorbestraft, unter anderem wegen Bettelei und wegen schwerer Körperverletzung. Zunächst war er Mitglied der „Unabhängigen Sozialisten“, Anfang der 1890er-Jahre fiel er der Polizei als Anarchist auf. Er trat in Neu-Weissensee auf anarchistischen Versammlungen als Redner auf. In Folge dieser Reden und von Artikeln in anarchistischen Zeitschriften wurde Pawlowitsch im Jahr 1894 mehrfach inhaftiert: Zunächst wurde er Mitte Februar wegen eines Artikels in der Zeitschrift „Sozialist“ zu drei Monaten Gefängnis verurteilt. Einige Wochen später wurde er zu weiteren neun Monaten Gefängnis wegen einer Rede vom 1. Februar 1894 verurteilt.
Pawlowitsch war auch als Agitator eine „Schlüsselfigur in der anarchistischen Szene“ in Berlin in der Zeit vor 1900 und sprach in Berlin, Stuttgart und München, teilweise vor Tausenden von Zuhörern. Neben Gustav Landauer war Pawlowitsch im Sommer 1896 Delegierter der Berliner Anarchisten auf dem Internationalen Sozialistenkongress in London. Der Streit der verschiedenen Fraktionen ging vor allem um die Einschätzung der Genossenschaftsidee. Da der Konflikt nicht beigelegt werden konnte, gründete Pawlowitsch im Jahr 1897 die Zeitung „Neues Leben“ als Konkurrenz zur Zeitschrift „Sozialist“, die Gustav Landauers Linie folgte.
1901 gründete Pawlowitsch gemeinsam mit Rudolf Lange und Albert Dräger den „Verein freiheitlicher Sozialisten Berlins und Umgegend“ (VFSB). 1902 wurde er Mitarbeiter des „Bureau des Bevollmächtigten der Ortsversammlung des deutschen Metallarbeiterverbandes“, ein Posten, der mit 165 Mark im Monat vergütet war. Er stellte seine Tätigkeit als Leiter der Zeitschrift „Neues Leben“ ein und löste sich danach allmählich von der anarchistischen Bewegung. 1907 wurde er Mitglied der SPD, 1924 wurde er Mitglied im Reichsbanner Schwarz-Rot-Gold.
Pawlowitsch starb vermutlich in Brandenburg an der Havel.